# Вялков, Василий Михайлович
Василий Михайлович Вялков (1 октября 1964, посёлок Талон, Турочакский район, Горно-Алтайская автономная область, Алтайский край, РСФСР, СССР — 9 января 2009, район горы Чёрная, Кош-Агачский район, Республика Алтай, Россия) — исполнитель народных и авторских песен, заслуженный артист Республики Алтай. Руководитель фольклорного ансамбля «Ярманка», автор идеи и организатор республиканского фестиваля «Родники Алтая» и межрегионального этнического праздника «Купальская ночь».

## Биография

### Ранние годы
Родился 1 октября 1964 года в посёлке Талон Турочакского района Горно-Алтайской автономной области в многодетной семье ветерана Великой Отечественной войны. У Василия было восемь старших братьев и сестёр. Он был девятым ребёнком в семье — самым младшим.

### Становление
После окончания Талонской школы, в 1981 году начал свою трудовую деятельность в должности заведующего Талонским сельским клубом.
В 1982—1984 годах служил в рядах Советской Армии. Во время прохождения службы принимал участие в боевых действиях на территории республики Афганистан. Окончил службу в звании сержанта. Награждён знаками «Отличник Советской Армии», «Воин-спортсмен» 2-й степени, медалью «От благодарного афганского народа», грамотой Президиума Верховного Совета СССР, Почётной грамотой ЦК ВЛКСМ, медалями «Воину-интернационалисту» и «70 лет Вооружённым Силам».
После демобилизации непродолжительное время работал в старательской артели, позже — водителем автоклуба. В 1986 году поступил в Барнаульское музыкальное училище, которое окончил в 1990 году.

### Расцвет, зрелые годы
Концертная деятельность Вялкова началась в годы учёбы в составе фольклорного коллектива «Песнохорки», гастролировавшего по России, а также за рубежом — в Венгрии, Румынии, Испании. После окончания музыкального училища Василий с семьёй вернулся в родной Турочакский район. После долгих творческих поисков и экспериментов создал в 1990 году фольклорный ансамбль «Ярманка». Благодаря кропотливому труду в фольклорных экспедициях на территории Алтайского края и Республики Алтай Вялковым и участниками коллектива были записаны сотни старинных русских народных песен, многие из которых после обработки и аранжировки вошли в репертуар «Ярманки».
В 1997 году Вялков с отличием закончил Алтайский государственный институт искусств и культуры (Омский филиал). Во время учёбы он знакомится с омской группой «Седьмая Модель», с которой в дальнейшем у «Ярманки» складывается интересный творческий союз. Совместно с «Седьмой Моделью» были выпущены диски «Не для меня» (2001), «Ярило» (2004), «Ермак» (2007).
На финальном отборе конкурса ЕВРОВИДЕНИЕ-2002 песня «Ванюша» из альбома «Не для меня» вошла в двадцатку лучших.
Василий и Марина Вялковы являются авторами идеи и организаторами фестиваля «Родники Алтая», которому был присвоен статус республиканского. Слава созданного ими межрегионального этнического праздника «Купальская ночь» давно перешагнула рубежи Республики Алтай.
Василий Вялков являлся депутатом Турочакского районного Совета депутатов с 2002 по 2009 год.

### Семья
Ещё в период учёбы в барнаульском музыкальном училище Василий познакомился со своей будущей супругой Мариной. В 1987 году они создали семью. В 1989 году у них родилась дочь Дарья, в 1993 году — дочь Алёна, а в 1995 году — сын Данила.

### Смерть
9 января 2009 года Василий Вялков трагически погиб в авиакатастрофе вертолёта с высокопоставленными чиновниками, участвовавшими в охоте на занесенных в Красную книгу архаров, в районе горы Чёрная в Кош-Агачском районе Республики Алтай. Похоронен в селе Турочак.
В память о Вялкове летом 2009 года были выпущены диски «Быть добру!» (CD) и «Будем помнить» (DVD).

## Достижения
В августе 2004 года Вялкову присвоено Почётное звание «Заслуженный артист Республики Алтай».

## Список произведений
Наиболее известные песни в исполнении Вялкова: «Не для меня», «В поле чёрным вороном», «Ягодка», «Варенька», «Колыванский ямщик», «Курск», «Лодочка».